# Задобже (Підляське воєводство)
Задобже (пол. Zadobrze) — село в Польщі, у гміні Цехановець Високомазовецького повіту Підляського воєводства.
Населення — 84 особи (2011).
У 1975-1998 роках село належало до Ломжинського воєводства.

## Демографія
Демографічна структура станом на 31 березня 2011 року:
|          | Загалом | Допрацездатний вік | Працездатний вік | Постпрацездатний вік |
| -------- | ------- | ------------------ | ---------------- | -------------------- |
| Чоловіки | 40      | 4                  | 32               | 4                    |
| Жінки    | 44      | 9                  | 23               | 12                   |
| Разом    | 84      | 13                 | 55               | 16                   |